# Валеран II де Люксембург-Линьи
Валеран II де Люксембург-Линьи (фр. Waleran II de Luxembourg-Ligny; ум. после 23 августа 1366) — сеньор де Бовуар, Русси и Линьи. Второй сын Валерана I де Люксембурга, сеньора де Линьи, и Жанны де Бовуар.

## Биография
В 1288 году, после гибели отца в битве при Воррингене, унаследовал сеньории Бовуар и Русси. После гибели старшего брата Генриха в 1303 году стал сеньором де Линьи.
В октябре 1311 года заключил с графом Бара Эдуардом I, от которого держал Линьи, договор об устройстве ярмарок и других торгов, прекративший конфликты между их подданными.
В 1347 году передал сеньории своему сыну Жану, но после его смерти, актом, данным 23 ноября 1364 года в замке Линьи в присутствии герцога Роберта де Бара, вернул себе сеньорию Линьи, ставшую графством. 23 августа 1366 года, актом, данным в замке Боревуар, отказался от Линьи в пользу внука, Ги де Люксембурга.

## Семья
Жена: Гийота Лилльская (ок. 1275 — 7.08.1338), дочь и наследница Жана IV, шателена Лилля, и Беатрисы де Клермон
Дети:
- Жан I де Люксембург-Линьи (ок. 1300 — 17.05.1364), шателен Лилля, сеньор де Линьи. Жена 1) (1330): Алиса Фландрская (1316/1318 — 1346), дочь Ги Фландрского, сеньора де Ришбура, и Марии д’Энгиен; 2): Жанна де Бакон (ум. после 1373), дама де Моле
- Мария де Люксембург-Линьи (ум. 06.1337). Муж (после 1326): Жан IV де Гистель (ум. 1346)